# Казе Сибилин (Тревизо)
Казе Сибилин је насеље у Италији у округу Тревизо, региону Венето.
Према процени из 2011. у насељу је живело 220 становника. Насеље се налази на надморској висини од 93 м.